# Веб 2.0
Веб 2.0 — інформаційні технології, які дозволяють користувачам створювати та поширювати власний контент у всесвітній павутині.

## Відмінності Web 1.0 та Web 2.0
| Предмет обговорення    | Web 1.0 | Web 2.0 | Нові риси                                                                                                 |
| ---------------------- | --- | --- | --- |
| Учасники               | 1. розробник і користувач 2. автор контенту і читач | 1. користувач як співрозробник 2. читач як співавтор 3. товариство | Право на участь; скасування сторонньої регламентуючої сторони (модерації);                                |
| Програмне забезпечення | 1. ПЗ створювалось для ПК 2. ПЗ — товар 3. закриті вихідні коди, АРІ 4. ліцензійний продаж 5. прив'язка ПЗ до обладнання 6. націленість на винахід 7. запланований реліз 8. для перегляду контенту використовується браузер | 1. ПЗ створюється для веб 2. ПЗ — сервіс, додаток 3. відкриті вихідні коди, API, open-source software 4. ПЗ може бути безкоштовним 5. софт поверх обладнання 6. пошук застосування вже винайденому 7. «вічна бета» 8. альтернативні засоби відображення | Веб як платформа; зняття та розмивання бар'єрів та обмежень (вільний доступ, універсальність, спрощення); |
| Контент                | 1. Поповнення баз даних: а) плата постачальнику контенту; б) наймання добровольців; 2. Дані організовуються таксономічно (ієрархія рубрик); 3. Засоби збереження даних — каталог, бібліотека, сховище; 4. Односторонні посилання; 5. Форма представлення — персональні сторінки; 6. Статичний сайт; 7. Адресу має сторінка сайту; 8. Джерело — розум автора контенту; 9. Меню навігації сайту для роботи з даними цього сайту; 10. Копірайт; 11. Для сприйняття контенту потрібне відвідування сайту, переходячи по посиланню чи закладці; | 1. Поповнення баз даних — те, що має один, відразу стає доступне кожному; 2. Дані організовуються фолксономічно; 3. Засоби використання даних — API-інтерфейси; 4. Автоматичні двосторонні посилання; 5. Форма представлення — блоги; 6. Динамічний сайт; 7. Адресу має мікроелемент контенту; 8. Джерело — колективний розум; 9. Інтерфейс для роботи з даними по всій мережі; 10. «Вільна» ліцензія GNU FDL; 11. Для сприйняття контенту не потребується відвідування сайту — можливість читати RSS-стрічки; | Мережа як єдиний колективний розум, атомізація контенту, агрегація, синдикація                            |
| Події                  | 1. Замовлення та виготовлення програмного забезпечення; 2. Публікація контенту авторами і сприйняття його читачами; 3. Звертання до третьої особи — посередника для задіяння його ресурсів; 4. Великі, не багато численні угоди; | 1. Співпраця через відділ технічної підтримки програмного забезпечення; 2. Взаємодія, додавання властивостей, цінності, створення спільного контенту кожним учасником; 3. Самообслуговування, яке засноване на партнерській архітектурі сервісу — сервіс лиш посередник між користувачами, які використовують їх власні ресурси; 4. Дрібні багато численні транзакції; | Співпраця; самодіяльність; масові одиничні взаємовідносини;                                               |
| Цінність та вартість   | 1. Вся цінність в ПЗ — хто володіє ПЗ, той і заробляє на цьому гроші; 2. Інтернет цінний як джерело інформації; | 1. Вся цінність в базах даних — хто володіє базами даних та сервісами для роботи з ними, той заробляє на цьому гроші; 2. Інтернет цінний як інструмент комунікацій; | Робота з базами даних; сервіс, а не продукт; економія часу та уваги;                                      |

## Технології Web 2.0
Web 2.0 ґрунтується на декількох старих, однак по новому осмислених технологіях:
- AJAX
- JSON
- SVG
- RSS
- XPath
- Canvas

Ці технології дозволили винести веб на якісно новий рівень, однак потрібно усвідомлювати, що самі по собі дані технології не є революційними, революцію Web 2.0 зробили методики використання даних технологій.

## Складові компоненти
Web 2.0 можна також охарактеризувати його складовими компонентами, тобто тими новими можливостями і застосуваннями, що надають вебу нового забарвлення .

### Вебсиндикація
Одночасне поширення аудіо-та відеоінформації на різноманітних сторінках або web-сайтах, зазвичай, за допомогою технологій RSS або Atom. Принцип полягає в поширенні заголовків матеріалів і посилання на них (наприклад, останні повідомлення форумів, тощо). Спочатку ця технологія використовувалася на новинних ресурсах і в блогах, але поступово сфера застосування розширилася.

### Mash-up
Mash-up — сервіс, який повністю або частково використовує як джерело інформації інші сервіси, що дає користувачеві нову функціональність для роботи. У результаті такий сервіс може також стати новим джерелом інформації для інших mash-up-сервісів. Таким чином утворюється мережа залежних один від одного сервісів, інтегрованих один з одним.
Наприклад, сайт пошуку нерухомості з інтегрованими картами Google Maps в результаті є новим, зручним сервісом, за допомогою якого кожен користувач може відразу побачити всі пропоновані для продажу будинку на карті.
Цей приклад показує ще один принцип Веб 2.0 — можливість збирати свої додатки з чужих компонентів так само, як збирається ПК з окремих складових.

### «Розумні (динамічні) помічники»
Використовуються технології, що дозволяють під час користування сторінкою надавати користувачеві потрібну інформацію, враховуючи його(або загальний) досвід користування даним сайтом.
- випливаючі підказки
- автодоповнення
- «розумний пошук»

### Соціалізація
Використання розробок, які дозволяють створювати співтовариство.
В поняття соціалізації сайту можна також включити здатність індивідуальних налаштувань сайту і створення персональної зони (особисті файли, зображення, відео, блоги) для користувача, щоб користувач відчував свою унікальність.
Заохочення, підтримка і довіра «колективному розуму».
При формуванні співтовариства велике значення має змагальний елемент, «репутація» або «карма», які дозволяють співтовариству саморегулюватись і ставить користувачам додаткові цілі присутності на сайті.

## Приклади проектів веб 2.0
- Вікіпедія — вільна багатомовна енциклопедія
- Google Earth — Google-карти
- Flickr — онлайн-фотоальбом
- Netvibes — персональний робочий стіл
- Digg.com — ресурс новин
- uCoz — вебхостинг
- Facebook — соціальна мережа